# Política dos governadores
A política dos governadores, ou política dos estados, foi um acordo durante os primeiros anos da República Velha (1889-1930), em que o Governo Federal apoiava os governos estaduais sem restrições e, em troca, eles faziam uso de seus coronéis (ver coronelismo) e elegiam bancadas pró-Governo Federal, de forma que nem o governo federal, nem os governos estaduais, enfrentassem qualquer tipo de oposição. Esse sistema teve início no governo Campos Sales, que propôs o nome "política dos estados" dizendo que "o que pensam os estados, pensa a União".
Esta política foi a progenitora da política do café com leite, e certamente moldou diversas práticas políticas no Brasil atual.

## História
Com o fim do primeiro período republicano, sob o domínio dos militares, e superadas as crises de transição do governo Prudente de Morais, chegara o momento de institucionalizar as relações entre poder central e governos estaduais. Até então, o país vinha sendo governado por aristocracias regionais solidamente enraizadas no coronelismo do interior, onde cada estado, praticamente, constituía uma unidade autônoma.
Empossado na presidência a 15 de novembro de 1898, Campos Sales deparou-se com a tarefa de dar uma forma política de maior refino a essa estrutura fragmentada. Denominada "política dos governadores", significou, na prática, que o governo central deveria respeitar as decisões dos partidos que mantinham o poder em cada estado, desde que estes elegessem bancadas no Congresso absolutamente fiéis ao presidente da República. Os governadores eram indicados pelo poder central, e tinham a habilidade de destituir os deputados que não lhe fossem afeitos.
E isto se fez sem modificar a base política dos estados – os coronéis. Eram justamente eles que permitiam aos partidos estaduais assegurar antecipadamente a composição das bancadas, através de seu controle sobre seu eleitorado, os célebres "currais eleitorais".
Neste esquema, e sem o voto secreto, o coronel controlava os votantes em sua área de influência, obtendo votos para seu candidato em troca de benefícios, como uma vaga num hospital ou um cargo público, a seus vassalos no “curral”. Tal prática era conhecida como voto de cabresto. Por sua vez, o coronel apoiava o poder político estadual, que oferecia suporte ao Governo Federal. Em troca, o governo ao nível federal retribuia favores aos poderes estaduais, que faziam o mesmo aos coronéis, permitindo que estes bancassem a administração de seus currais eleitorais.
Tal troca de favores era justamente o fundamento do pacto da política dos governadores, envolvendo presidente da República, governadores estaduais, deputados, senadores e outros cargos públicos. O coronel mandava no município, nomeando e arranjando empregos para seus aliados; o governador não sofria oposição na Assembleia Legislativa estadual; assim como o presidente da República tinha todas suas iniciativas aprovadas pelo Congresso Nacional.
Porém, esta política gerou descontentamento por outros Estados, o que culminou na queda da República Velha, apoiada pelos Estados do Rio Grande do Sul, Paraíba e Minas Gerais.
O apoio de Minas Gerais deveu-se ao fato de que Washington Luiz Pereira dos Santos, paulista, que era o Presidente da República, escolheu como candidato a sucedê-lo o paulista Júlio Prestes, quando deveria ser o Governador do Estado de Minas Gerais, Antônio Carlos.
Júlio Prestes venceu as eleições, mas alegando fraude, e agravada pela morte do paraibano João Pessoa, que era candidato a Vice-Presidente na chapa de Getúlio Vargas, espoucou a Revolução de 1930, que foi vitoriosa, impedindo a posse de Júlio Prestes, empossando Getúlio Vargas.
E com a vitória da Revolução de 1930 tem por fim a República Velha.

## Opiniões
Sobre sua política dos estados, Campos Sales explicou:
| “ | Outros deram à minha política a denominação de "política dos governadores". Teriam acertado se dissessem "política dos estados". Esta denominação exprimiria melhor o meu pensamento! | ” |

E comparou o Império do Brasil com a república:
| “ | Neste regime, disse eu na minha última mensagem, a verdadeira força política, que no apertado unitarismo do Império residia no poder central, deslocou-se para os Estados. A política dos estados, isto é, a política que fortifica os vínculos de harmonia entre os Estados e a União é, pois, na sua essência, a política nacional. É lá, na soma destas unidades autônomas, que se encontra a verdadeira soberania da opinião. O que pensam os Estados pensa a União! | ” |

A política dos governadores foi energicamente atacada por Ruy Barbosa:
| “ | Um dos flagelos que desgraçam hoje este país são as chamadas oligarquias estaduais, que o governo da União acoroçoa, explora, sustenta e agrava, servindo-se para isso, já dos exércitos militares de mar e terra, já do exército civil, que o nosso inumerável funcionalismo lhe proporciona. | ” |